# Bernd Günther
Bernd Günther (* 24. März 1951 in Mettmann) ist ein deutscher Politiker (CDU). Er war von 2009 bis 2015 Bürgermeister der nordrhein-westfälischen Kreisstadt Mettmann.

## Leben
Günther besuchte nach seiner Lehre die Fachhochschule für Wirtschaft in Düsseldorf und schloss als Diplom-Betriebswirt ab. Er studierte dann erfolgreich Diplom-Kaufmann an der Universität Essen. Seit 1981 arbeitete Günther im Wirtschaftsprüfungs- und Steuerwesen, ab 1991 selbständig zunächst als Steuerberater und später auch als vereidigter Buchprüfer in Mettmann und in Dresden. In den Jahren 1982 bis 1984 sowie von 1998 bis 2000 stand er der Mittelstandsvereinigung der CDU in Mettmann vor. Am 30. August 2009 wurde er als Kandidat der CDU zum Bürgermeister gewählt.
Günther ist zum zweiten Mal verheiratet und hat zwei Kinder aus erster Ehe.